# 土佐市立土佐南中学校
土佐市立土佐南中学校（とさしりつ とさみなみちゅうがっこう）は、高知県土佐市宇佐町にある公立中学校。

## 沿革
- 1959年(昭和34年)1月1日 - 市制施行のため土佐市立宇佐中学校、同新居中学校に名称変更
- 1974年(昭和49年)　宇佐中学校と新居中学校が統合して土佐南中学校が成立

## 特徴
- 土佐湾に望む宇佐漁港の近くに位置している。横浪三里といわれる深い入り江の入り口にあり、対岸の横浪半島とは宇佐大橋でつながっている。横浪半島は先端部の竜地区だけが土佐市に属し、通学区域となっている。竜地区には四国八十八箇所36番札所 独鈷山青龍寺があり、その近くの蟹が池では巨大津波の痕跡が発見されている。なお竜地区の竜の発音は[ryuú]で、尻上がりである。

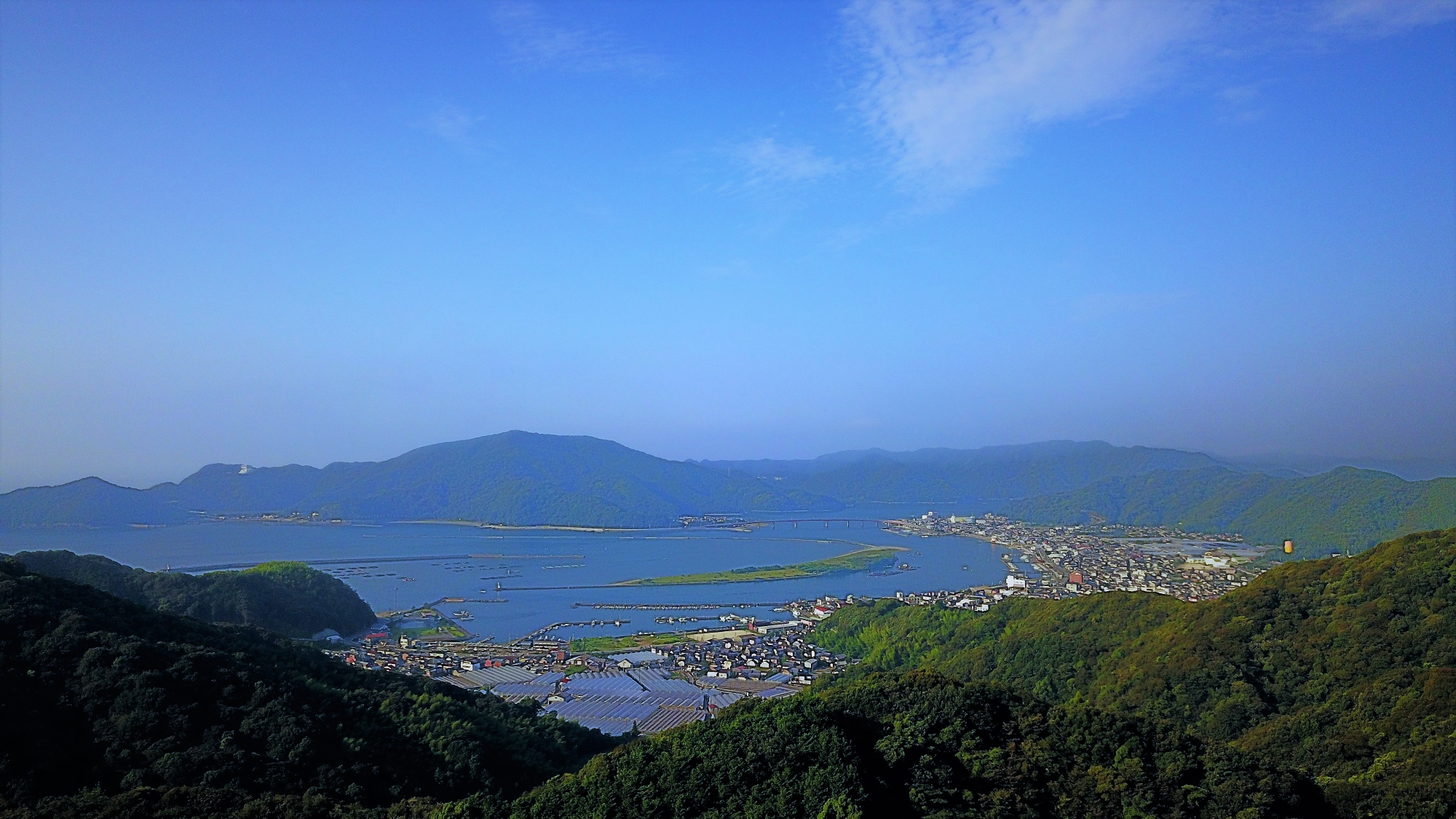
土佐市新居上空から望む土佐市宇佐町空撮映像

## 通学区域
- 土佐市小中学校区表（PDF：125KB）参照

## 進学先高校
- 高知県立高知海洋高等学校
- 高知県立高岡高等学校

## 周辺
- 横浪黒潮ライン
- 黒潮ライン
- 土佐市立宇佐小学校
- 土佐市立新居小学校
- 光の村土佐自然学園

## 通学区域が隣接している学校
- 須崎市立浦ノ内中学校
- 土佐市立高岡中学校
- 高知市立春野中学校